# Eccidio di Trivellini
L'eccidio di Trivellini fu una strage avvenuta il 15 settembre 1944 nel comune di Montichiari (Brescia).
Nell'ambito dell'operazione degli Alleati denominata "Night Intruder", erano programmati degli attacchi aerei compiuti da piccoli gruppi o da singoli aerei, cosiddetti Pippo, che colpivano obiettivi normalmente elusi dai grandi bombardamenti aerei.
In quella data, il tram della linea Brescia-Carpenedolo fu oggetto di un attacco aereo mentre si trovava nella frazione Trivellini. Data l'ora (poco dopo le 12) il tram trasportava un gran numero di persone e l'attacco costò la vita a 17 persone.
L'eccidio è ricordato da un monumento in località Trivellini.